# Санленд-Парк (Нью-Мексико)
Санленд-Парк (англ. Sunland Park, Парк землі сонця) — місто (англ. city) на південному заході США, в окрузі Донья-Ана штату Нью-Мексико. Населення — 16 702 особи (2020).

## Географія
Місто розташоване біля підніжжя гори Крісто-Рей, поруч з річкою Ріо-Гранде.
Санленд-Парк розташований за координатами 31°47′59″ пн. ш. 106°34′44″ зх. д. / 31.79972° пн. ш. 106.57889° зх. д. (31.799631, -106.578950).  За даними Бюро перепису населення США в 2010 році місто мало площу 30,13 км², з яких 29,52 км² — суходіл та 0,61 км² — водойми. В 2017 році площа становила 34,84 км², з яких 34,18 км² — суходіл та 0,67 км² — водойми.

## Демографія
Згідно з переписом 2010 року, у місті мешкало 14 106 осіб у 3884 домогосподарствах у складі 3314 родин. Густота населення становила 468 осіб/км².  Було 4060 помешкань (135/км²).
Расовий склад населення:
| - 74,3 % — білих - 0,6 % — чорних або афроамериканців - 0,5 % — корінних американців - 0,2 % — азіатів - 0,1 % — вихідців з тихоокеанських островів - 22,4 % — осіб інших рас |

До двох чи більше рас належало 1,9 %. Частка іспаномовних становила 95,2 % від усіх жителів.
За віковим діапазоном населення розподілялося таким чином: 33,2 % — особи молодші 18 років, 58,0 % — особи у віці 18—64 років, 8,8 % — особи у віці 65 років та старші. Медіана віку мешканця становила 28,8 року. На 100 осіб жіночої статі у місті припадало 92,1 чоловіків;  на 100 жінок у віці від 18 років та старших — 88,8 чоловіків також старших 18 років.
Середній дохід на одне домашнє господарство  становив 38 274 долари США (медіана — 28 047), а середній дохід на одну сім'ю — 41 155 доларів (медіана — 30 493). Медіана доходів становила 25 407 доларів для чоловіків та 17 420 доларів для жінок. За межею бідності перебувало 37,1 % осіб, у тому числі 48,9 % дітей у віці до 18 років та 33,0 % осіб у віці 65 років та старших.
Цивільне працевлаштоване населення становило 6103 особи. Основні галузі зайнятості: освіта, охорона здоров'я та соціальна допомога — 20,0 %, мистецтво, розваги та відпочинок — 16,5 %, виробництво — 11,5 %, роздрібна торгівля — 10,2 %.

## Галерея

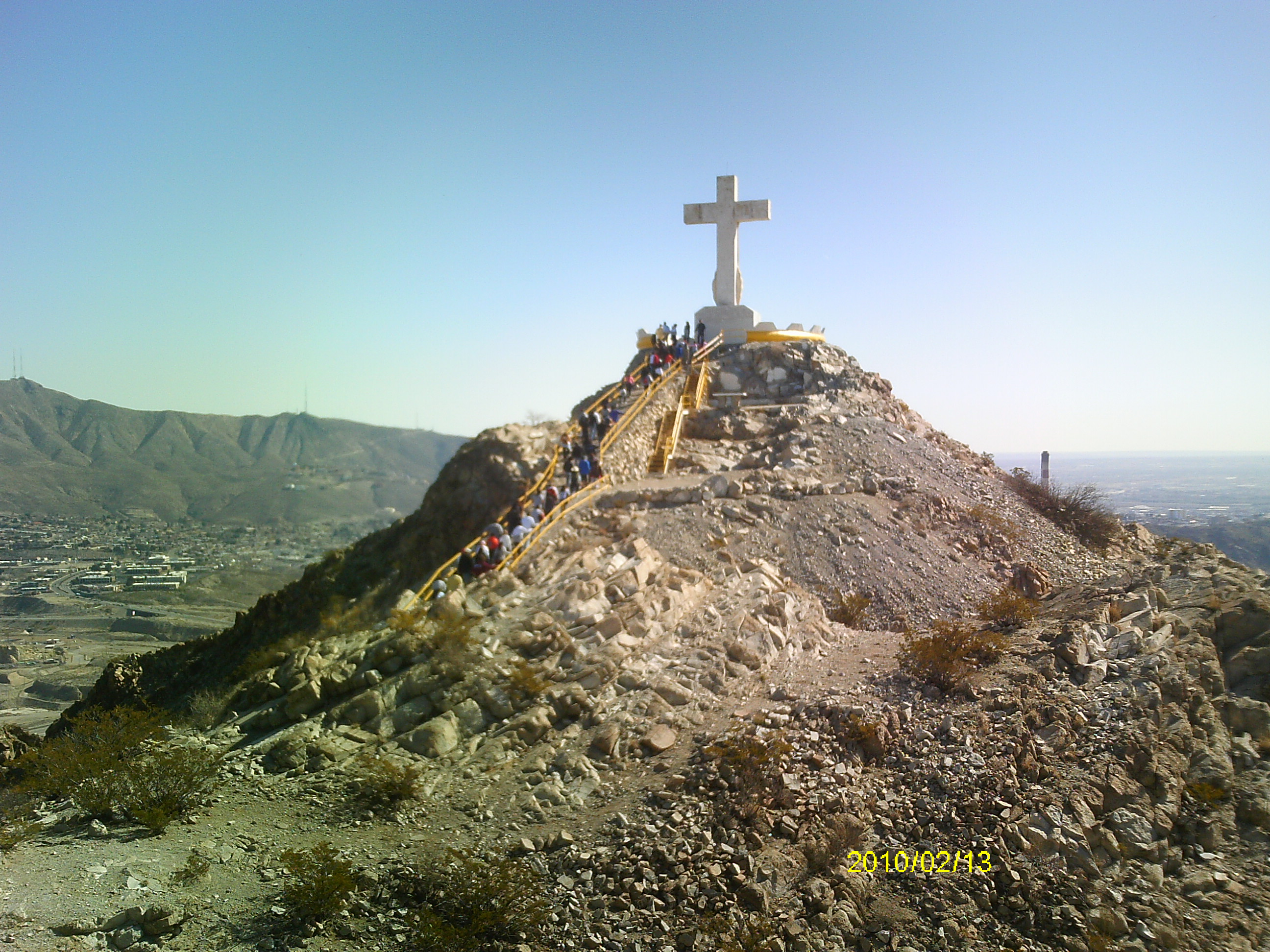
Гора Крісто-Рей
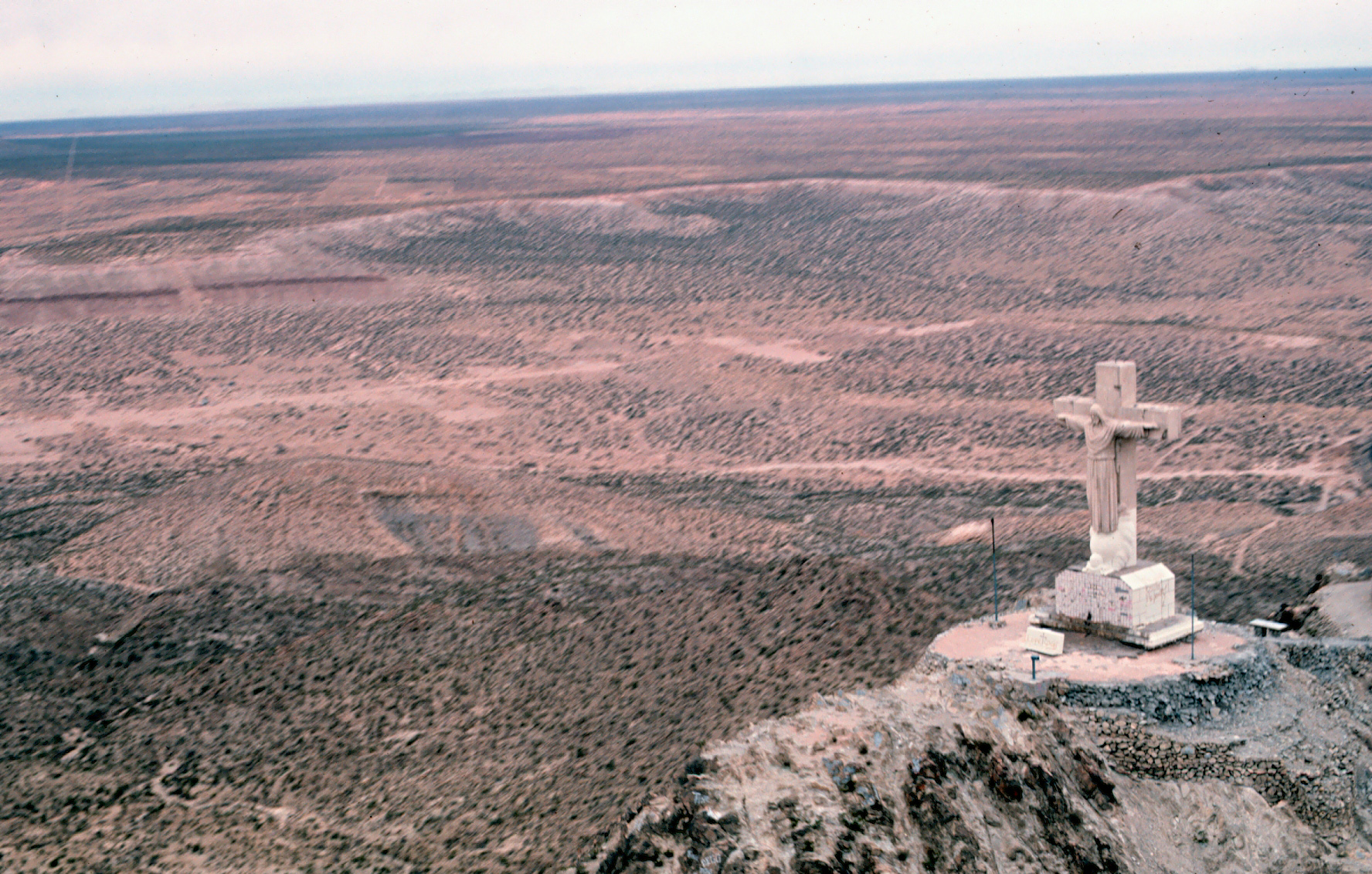
Гора Крісто-Рей
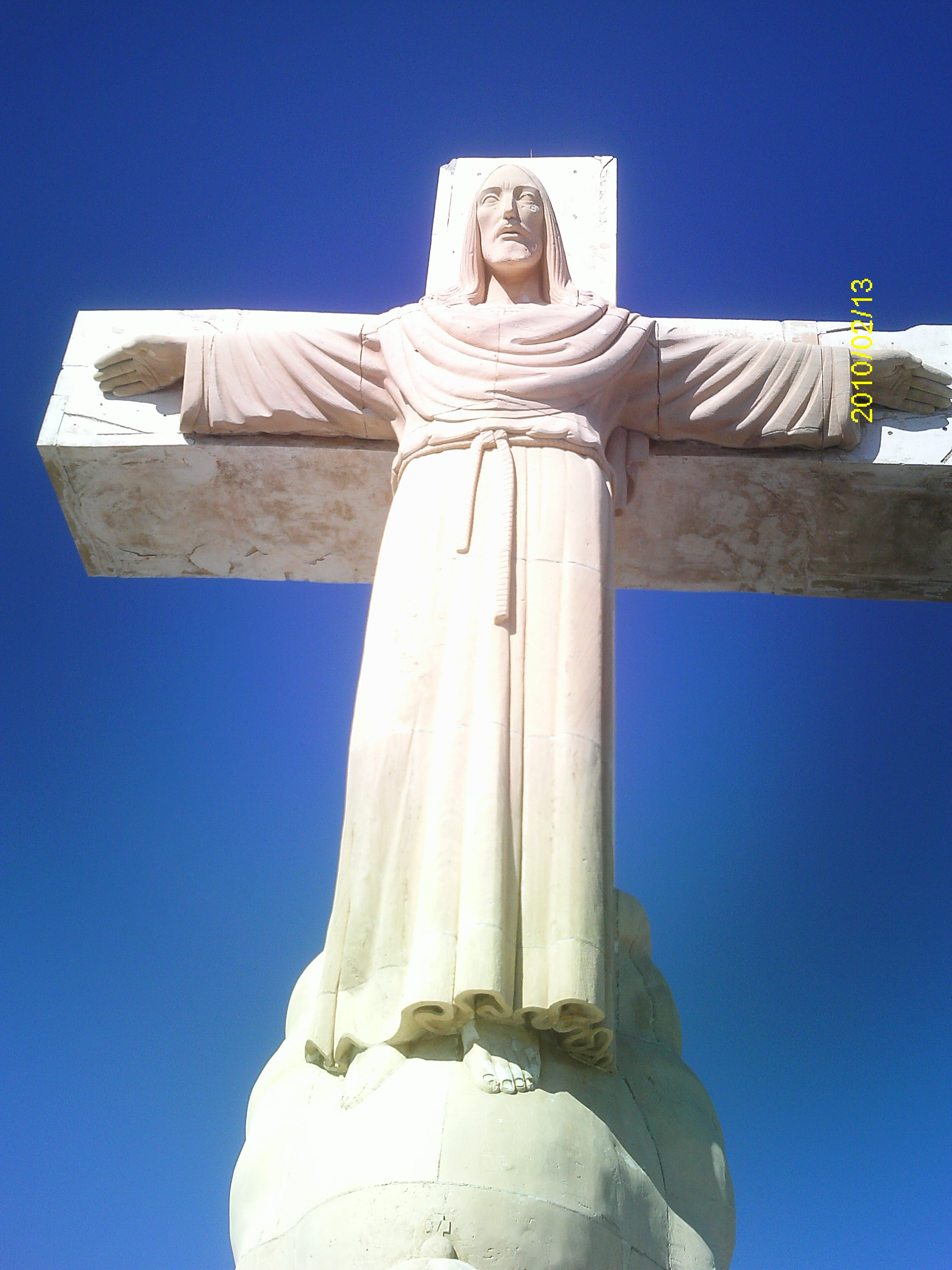
Статуя Христа на горі Крісто-Рей
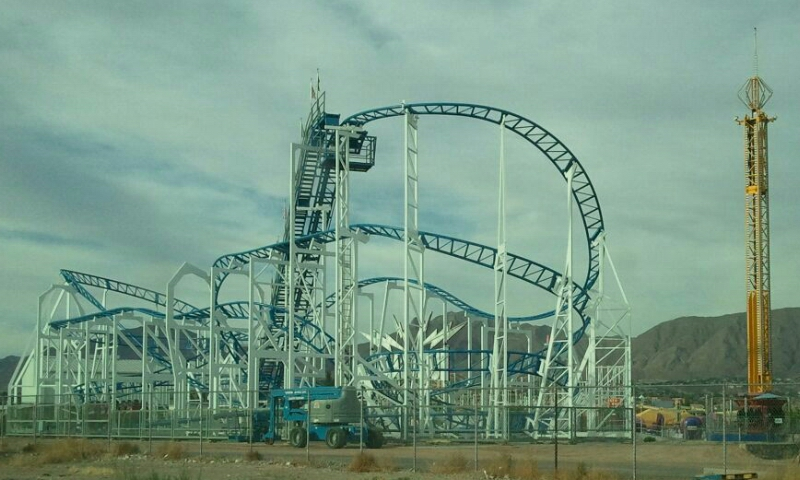
Парк розваг Western Playland